# Джърмантаун (Тенеси)
Джърмантаун (на английски: Germantown) е град в южната част на Съединените американски щати, част от окръг Шелби на щата Тенеси. Населението му е около 41 000 души (2020).
Разположен е на 115 метра надморска височина в Льосовите равнини на Мисисипската долина, на 24 километра източно от центъра на град Мемфис. Селището възниква през 1825 година и през следващите години в него се установяват много заселници от Германия, откъдето получава името си. Днес то е заможно жилищно предградие на Мемфис, известно с редовните конни състезания и представления.

## Известни личности
Родени в Джърмантаун
- Оливия Холт (р. 1997), актриса

Починали в Джърмантаун
- Боби Бланд (1930 – 2013), певец